# Jizr az-Zarqa
Jizr az-Zarqa (Arabisch: جِسْر الزَّرْقَاء lett. De blauwe brug, Hebreeuws: גִ'סְּר א-זַּרְקָא) is een Israëlisch-Arabisch kuststadje op de noordelijke mediterrane kustvlakte van Israël in het district Haifa. Het ligt ten noorden van de plaats Caesarea en verkreeg in 1963 de status van gemeente. Volgens het Israëlisch Centraal Bureau voor de Statistiek (CBS) telde de stad in 2020 14.700 inwoners, op een gebied ter grootte van 1.500 dunams (1,5 km²). Het is dus dicht bevolkt.
80% van de inwoners leeft naar verluidt onder de armoedegrens. De plaatsnaam Jisr az-Zarqa is een verwijzing naar de Taninim-stroom (Hebr.), die langs de noordgrens stroomt en in het Arabisch de "Blauwe wadi" (Wadi az-Zarka) heet. Jizr az-Zarqa is nog de enige gemeente met een Arabische meerderheid in Israël gelegen aan de kust van de Middellandse Zee. De burgemeester is Az-Adin Amash. De inwoners zijn voornamelijk moslim.

## Ingesloten
Net als meer Palestijns-Arabische stadjes en dorpjes in Israël is het grondgebied van Jizr-al-Zarqa in de loop van de decennia verkleind door de Israëlische staat en is de plaats ingesloten komen te liggen tussen naburige Joodse gemeenten of infrastructurele werken. Zo wordt Jizr-al-Zarqa in het zuiden begrensd met een 9 meter hoge afscheidingswal (2002) met daarachter de Joodse stad Caesarea, ten oosten ligt Kvish 2, ten noorden ligt de kibboets Ma’agan Michal en ten westen ligt de Middellandse Zee. Jizr-al-Zarqa kan daardoor alleen nog in de hoogte uitbreiden of aan de andere kant van de rijksweg op grondgebied van andere gemeenten. Vanwege plaatsgebrek heeft men gebouwd in een zone die niet voor woningbouw was bestemd. Deze woningen hebben dus geen vergunning en de staat kan afbraak van deze woningen vorderen.
In 2020 publiceerde de ngo Human Rights Watch een rapport  waaruit blijk dat in omringende Joodse gemeenten wel genoeg ruimte is om uit te breiden. Ook heeft kust(snel)weg 2 heeft geen afslag naar het plaatsje, hoewel deze van staatswege werd toegezegd. De plaats is wel te bereiken via een weg die via een tunnel onder de snelweg loopt.

## Afkomst inwoners
Veel huidige bewoners stammen af van de Ghawarnah-stam, uit de Jordaanvallei. Deze Ghawarnah-Arabieren waren boeren, bewerkten het moerassige land dat nu Kibboets Maagan Michal is en hielden kuddes kamelen en ossen. Op kaarten uit het Ottomaanse rijk werd het gebied door zijn inwoners al-Arab al-Ghawarnii genoemd.
Tijdens de jaren van het Ottomaanse rijk en het Britse mandaat waren er zeven graanmolens, of tawahiin, langs de stroom.

## 1948
Het is aan de tussenkomst van Joodse inwoners van kibboetsen als Zichron Ja’acov en Binyamina te danken geweest dat de inwoners van Jizr, die daar vaak ongeschoold werk deden, tijdens het Israëlisch-Arabisch conflict niet werden verdreven.

## Economie
Problemen van vervuiling en overbevissing in de kustwateren hebben de voorbije decennia een negatieve impact gehad op een belangrijk element van de lokale economie, de visserij, en veel inwoners werken daarom nu in de wijde regio. Dagelijks vervoeren 20 tot 30 bussen Jizr az-Zarqa-bewoners naar hun werk, meestal in de dienstensector, in Haifa, Tel Aviv en elders.
In 2020 verklaarde het Mossawa Centrum, dat opkomt voor de rechten van Israëlische Palestijnen, dat 80% van de inwoners onder de armoedegrens leeft. De werkloosheid is hoog en degenen die een baan hebben, verdienen gemiddeld de helft van het nationale gemiddelde. Bovendien is het gemiddelde inkomen in het dorp slechts ongeveer de helft van het landelijk gemiddelde.

#### Toerisme
De gemeente Jizr az-Zarqa probeert het milieutoerisme naar de stad en het strand te promoten. De Israel National Trail, een lange-afstand-pad dat loopt van Dan in het noorden tot Eilat in het zuiden, loopt door Jizr az-Zarqa. In 2013 werd gemeld dat een poging werd ondernomen om van de kustplaats een toeristische bestemming te maken.

## Schooluitval
In 2006 was het percentage voortijdige schoolverlaters in het land met 12% het hoogst. In 2020 ging minder dan een kwart (23%) van de middelbare scholieren studeren.Er is hier een verband met verhoogde criminaliteitscijfers voor Jizr.

## Film
De film Al Jiser (2004) door Ibtisam Mara'ana gaat over het leven van de inwoners van het kustplaatsje.

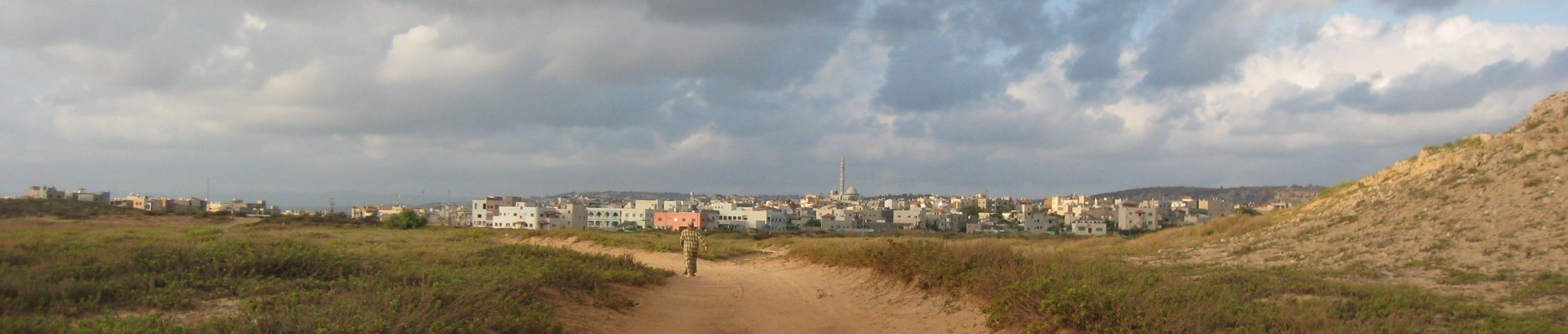
Jizr az-Zarqa